# ماریا-هلنا پلویلا
ماریا-هلنا پلویلا (انگلیسی: Marja-Helena Pälvilä؛ زادهٔ ۴ مارس ۱۹۷۰) بازیکن هاکی روی یخ اهل فنلاند است.